# Limenitis proserpina
Limenitis proserpina är en fjärilsart som beskrevs av Edwards 1865. Limenitis proserpina ingår i släktet Limenitis och familjen praktfjärilar. Inga underarter finns listade i Catalogue of Life.